# Amadeu Colldeforns
Amadeu Colldeforns i Margalló (Gracia, 28 de enero de 1892 - Barcelona, 19 de julio de 1936) fue un político catalanista español.

## Biografía
Era hijo de Josep Colldeforns i Llobet y de Filomena Margalló i Tort. Cuando tenía quince años empezó a trabajar a una agencia marítima como traductor e intérprete. A los veintiún años fue gerente de la empresa. Había pasado con unas notas excelentes los exámenes como traductor e intérprete jurado de alemán, inglés, francés e italiano. Estuvo influido por la Unió Catalanista y su presidente Domènec Martí i Julià. Fue seguidor de Francesc Macià, del que fue hombre de confianza, y fue secretario general de las juventudes de Estat Català.
En 1927 fue nombrado cónsul en Barcelona de Letonia, país que había conseguido la independencia con la ayuda de los Aliados durante la Primera Guerra Mundial, por lo que muchos catalanistas se habían fijado en la historia de este país.
En las elecciones al Parlamento de Cataluña de 1932 fue elegido diputado por Esquerra Republicana de Catalunya. Formó parte de las Comisiones permanentes de Presidencia, de Trabajo y Asistencia Social de Peticiones y de Economía.
El 19 de julio de 1936 Amadeu Colldeforns y su padre murieron en los combates que hubo entre los militares golpistas y las fuerzas leales a la República por culpa de los disparos procedentes del cuartel de Atarazanas. El 1 de octubre de 1936 el Parlamento de Cataluña le rindió un homenaje y, dos años más tarde, el aprobó una ley de pensión para su viuda.